# برای پایان دادن به تمام جنگ‌ها
برای پایان دادن به تمام جنگ‌ها (به انگلیسی: To End All Wars) فیلمی محصول سال ۲۰۰۱ و به کارگردانی دیوید ال. کوئینگهام است. در این فیلم بازیگرانی همچون رابرت کارلایل، کیفر ساترلند، کیران مک‌مینامین، مارک استرانگ، ساکایی کامارا، ماسایوکی یوی، جیمز کازمو، شو ناکاجیما، پیپ تورنس، برندن کاول و گرگ الیس ایفای نقش کرده‌اند.